# 지진 지속시간 규모
지진 지속시간 규모란 1958년 헝가리의 지진학자 E. 비스트리처니가 처음으로 계산한 지진의 지진 규모를 측정하는 하나의 척도로, 기록된 지진의 지진파형 중 표면파에서 CODA파라고 부르는 파의 총 길이를 통해 규모를 측정하는 계산법이다. 규모가 큰 지진일수록 작은 지진보다 더 오랫동안 지진파형이 기록된다는 점을 이용한다. 측정된 지진파에서 최초로 지진파가 발생했을 때 파동의 최대 진폭이 반사되면서 점차 감쇠하다 최대진폭의 10%가 되는 시간을 "지진 지속시간"이라고 부른다. 이 개념은 비스트리처니가 표면파의 지속시간을 이용한 지진 지속시간 규모를 개발할 때 처음으로 사용한 개념이다.
이 규모는 국지적, 지역에 국한되는 지진의 규모를 측정할 때 유용하며 지진계의 최대 측정 규모를 넘거나(구 아날로그 체계 지진계의 문제) 최대 파동의 진폭을 측정하기 어려운 매우 강력한 지진, 혹은 최대 진폭이 명확하게 드러나지 않는 매우 약한 지진 양쪽에 유용하다. 매우 먼 곳에서 일어난 지진이더라도 흔들림이 지속된 시간(과 그 진폭)을 가지고 지진의 총 에너지를 계산할 수 있다는 장점이 있다. 지진의 지속시간 측정은 현대에 와서 Mwpd나 mBc 등의 규모 단위에서도 같이 사용된다.

## 개발과 사용
1965년 솔로베프는 표면파의 지속시간 대신 총 지진파의 지속시간을 사용하자고 제안하였다. 1972년 리 등의 연구진들은 미국 캘리포니아주 지역의 지진의 릭터 규모를 추정하기 위해 처음으로 코다파의 지속시간을 사용하였다. 이 연구를 바탕으로 연구팀은 지진파 신호의 지속시간을 바탕으로 국지적인 지진의 규모를 추정하는 것이 적절하다고 결론내렸다. 최근에는 장비의 발전으로 단주기 수직지진계에 기록된 신호 지속시간을 사용하여 코다파 규모(Md)를 추정하는 방법도 사용하고 있다. 그 외에도 세계 다른 지역에서도 코다파의 지속시간과 규모와의 상관관계를 연구하였다. 2004년 만델 등의 연구팀에 따르면 지속시간 규모는 Md0.0에서 5.0 사이 지진에 대해 매우 안정적으로 잘 환산된다는 결과를 보여주었다.
지속시간 규모의 측정식은 아래와 같다. 여기서 c0, c1, c2는 상수이고 Δ는 진앙과의 거리이다. {\displaystyle c_{2}\Delta }가 매우 작으므로 이 항은 생략되기도 한다.
{\displaystyle M_{d}=c_{0}+c_{1}\log T_{d}+c_{2}\Delta }

## 경험적 관계식
1981년에서 2002년까지 이탈리아에서 발생한 릭터 규모 ML3.5-5.8 사이의 지진 10만건과 2001년 인도 서북지역의 부지 도시에서 일어난 표면파 규모 MS4.0 이상인 여진 121건 등 통계학적으로 안정된 샘플을 사용한 두 연구에서 지진 지속시간 규모를 추정할 수 있는 경험적인 관계식을 도출하였다.
{\displaystyle M_{d}=2.49*log_{10}(T)-2.31+(Station\ correction\ factor)}  (Castello et al., 2007)
{\displaystyle M_{d}=0.08*log_{10}(T)^{2}+1.7*log_{10}(T)-0.87} (Mandal et al., 2004)
여기서 T는 코다의 지속시간(s)이다.

## 릭터 규모로 환산
지진의 규모 척도와 같이 경험적으로 도출한 '민감한' 지진 매개변수간의 변환은 물리적으로 제한되고 수학적으로 주의를 기울여야 하지만, 그럼에도 일부 지진학자들은 미국 애리조나주에서 발생한 적은 수의 지진 표본을 통해 지진 지속시간 규모와 릭터 규모를 서로 환산할 수 있는 관계식을 세웠다.
{\displaystyle M_{L}=0.936*M_{d}-0.16\pm 0.22}

## 같이 보기
- 지진 규모